# Brownsville (Ohio)
Brownsville – jednostka osadnicza w Stanach Zjednoczonych, w stanie Ohio, w hrabstwie Licking.